# Campeonato femenino sub-20 de la CAF de 2014
El Campeonato femenino sub-20 de la CAF de 2014 fue el VII torneo que decidió qué naciones africanas participarían de la Copa Mundial Femenina de Fútbol Sub-20 de la FIFA.

## Eliminatorias
2 equipos fueron elegidos para participar en la ronda preliminar.

### Ronda preliminar
| 14 de septiembre de 2013 | Sudán del Sur | 0 : 9 | Uganda |  |  |

| 28 de septiembre de 2013 | Uganda | 13 : 0 | Sudán del Sur |  |  |

### Primera Ronda
| 26 de octubre de 2013 | Nigeria | 10 : 0 | Sierra Leona |  |  |

| 9 de noviembre de 2013 | Sierra Leona | 0 : 6 | Nigeria |  |  |

| 26 de octubre de 2013 | Marruecos | 0 : 4 | Túnez |  |  |

| 8 de noviembre de 2013 | Túnez | 4 : 1 | Marruecos |  |  |

| 26 de octubre de 2013 | Tanzania | 10 : 0 | Mozambique |  |  |

| 9 de noviembre de 2013 | Mozambique | 1 : 5 | Tanzania |  |  |

| 26 de octubre de 2013 | Botsuana | 2 : 5 | Sudáfrica |  |  |

| 9 de noviembre de 2013 | Sudáfrica | 2 : 0 | Botsuana |  |  |

| 26 de octubre de 2013 | Namibia | 0 : 1 | Zambia |  |  |

| 10 de noviembre de 2013 | Zambia | 2 : 0 | Namibia |  |  |

| 25 de octubre de 2013 | Costa de Marfil | 0 : 4 | Guinea Ecuatorial |  |  |

| 10 de noviembre de 2013 | Guinea Ecuatorial | 2 : 2 | Costa de Marfil |  |  |

|  | Egipto | Egipto no se presentó | Uganda |  |  |

|  | Ghana | Guinea Bissau no se presentó | Guinea Bissau |  |  |

### Segunda Ronda
| 14 de diciembre de 2013 | Nigeria | 4 : 0 | Túnez |  |  |

| 22 de diciembre de 2013 | Túnez | 0 : 4 | Nigeria |  |  |

| 7 de diciembre de 2013 | Tanzania | 1 : 4 | Sudáfrica |  |  |

| 21 de diciembre de 2013 | Sudáfrica | 5 : 0 | Tanzania |  |  |

| 7 de diciembre de 2013 | Zambia | 0 : 2 | Guinea Ecuatorial |  |  |

| 22 de diciembre de 2013 | Guinea Ecuatorial | 4 : 0 | Zambia |  |  |

|  | Uganda | Uganda no se presentó | Ghana |  |  |

### Fase Final
| 10 de enero de 2014 | Nigeria | 6 : 0 | Sudáfrica |  |  |

| 24 de enero de 2014 | Sudáfrica | 0 : 1 | Nigeria |  |  |

| 11 de enero de 2014 | Guinea Ecuatorial | 1 : 0 | Ghana |  |  |

| 26 de enero de 2013 | Ghana | 1 : 0 (penales 4 : 3) | Guinea Ecuatorial |  |  |

## Clasificados a laCopa Mundial Femenina de Fútbol Sub-20 de 2014
| Nigeria | Ghana |